# Laena luguica
Laena luguica – gatunek chrząszcza z rodziny czarnuchowatych i podrodziny omiękowatych.
Gatunek ten został opisany w 2001 przez Wolfganga Schawallera.
Chrząszcz o ciele długości od 4,8 do 7,5 mm. Przedplecze prawie kwadratowe, o brzegach bocznych obrzeżonych, tylnym brzegu nieobrzeżonym i niezagiętym w dół, kątach tylnych zaokrąglonych; jego powierzchnia pokryta dużymi, opatrzonymi długimi i sterczącymi szczecinkami punktami oddalonymi od siebie 2–5 średnic. Na pokrywach ułożone w rzędy, położone w delikatnych rowkach punkty, wielkości tych na przedpleczu i w większości opatrzone długimi, sterczącymi szczecinkami. Na płaskich międzyrzędach małe, ustawione nieregularnie punkty opatrzone szczecinkami. Obie płcie mają odnóża z wyraźnymi zębami na udach. Samiec ma krótkie i szerokie apicale edeagusa.
Owad endemiczny dla Chin, znany z Junnanu i południowego Syczuanu.